# David L. Stewart
Dave Stewart (născut David Lloyd Stewart la 30 decembrie 1950 în Waterloo, Londra) este un claviaturist și compozitor englez ce a lucrat cu cântăreața Barbara Gaskin din 1981. A cântat și în trupele de rock progresiv Uriel, Egg, Khan, Hatfield and the North, National Health și Bruford. Stewart este autorul a două cărți despre teoria muzicii. A compus muzică și pentru TV, film și radio.
1. ↑  CONOR.SI[*] Verificați valoarea |titlelink= (ajutor)
2. ↑  IdRef, accesat în 23 mai 2020